# Ghetto (Akon)
Ghetto è un brano musicale del cantante statunitense Akon, pubblicato come secondo singolo estratto dall'album Trouble e pubblicato il 21 dicembre 2004. Il singolo ha raggiunto la seconda posizione nei Paesi Bassi.

## Tracce
CD Single
1. Ghetto - 3:57
2. Ghetto (Remix) (Feat. 2Pac and The Notorious B.I.G.) - 4:27

Latin America 12" Vinyl
1. Ghetto (Album Version) - 3:57
2. Ghetto (Reggaeton Remix) (Feat. Tego Calderón) - 5:40
3. Ghetto (International Remix) (Feat. Ali B & Yes R) - 4:17
4. Ghetto (Instrumental) - 3:57

## Classifiche
| Classifica (2004)         | Posizione massima |
| ------------------------- | ----------------- |
| Paesi Bassi               | 2                 |
| Stati Uniti               | 92                |
| Stati Uniti (R&B/Hip-Hop) | 53                |